# Domaníky
Domaníky (ungarisch Dömeháza – bis 1892 Domanyik) ist eine Gemeinde in der Mitte der Slowakei mit 213 Einwohnern (Stand 31. Dezember 2024), die im Okres Krupina, einem Kreis des Banskobystrický kraj, liegt.

## Geographie

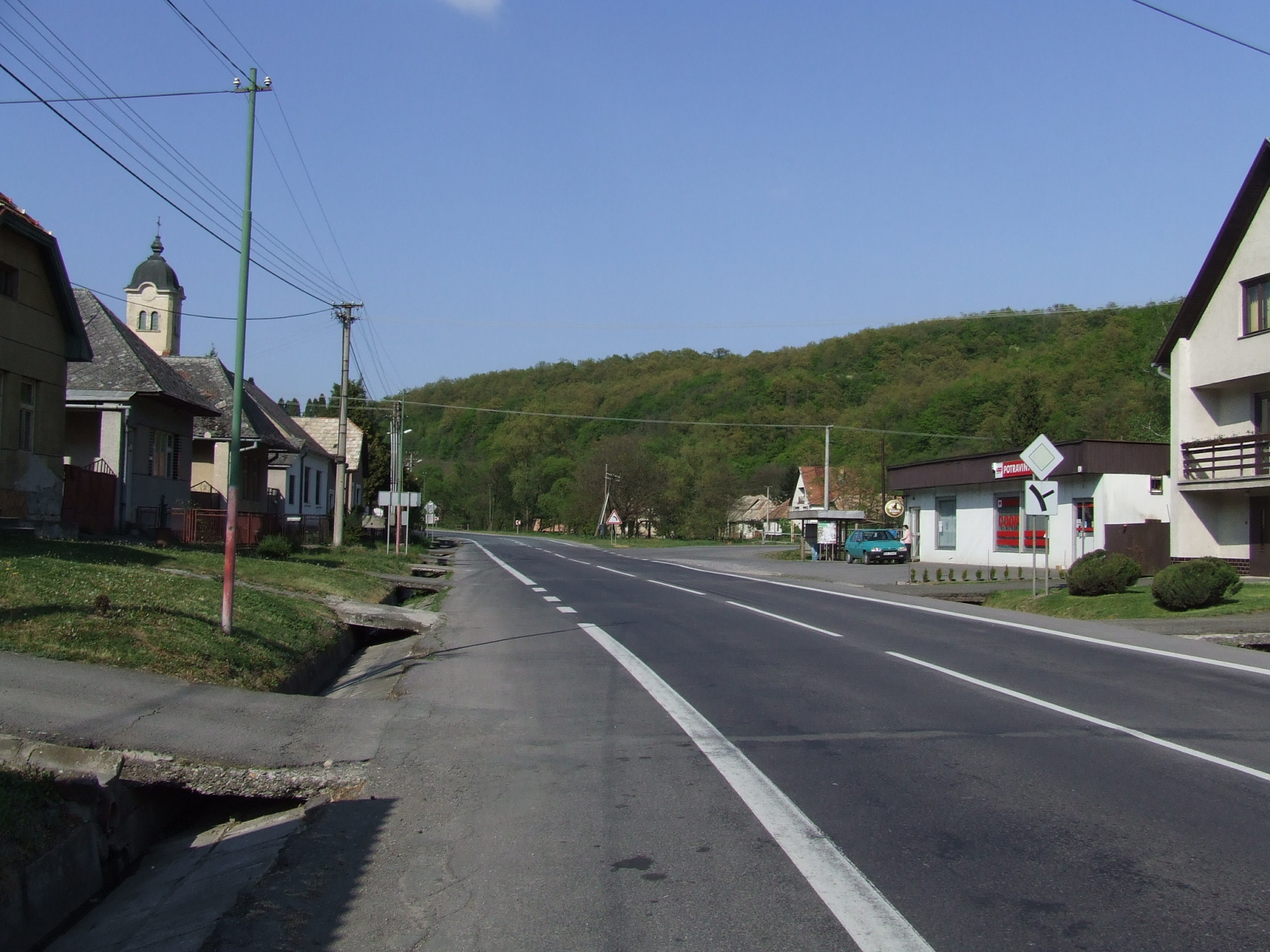
Hauptstraße von Domaníky

Die Gemeinde befindet sich im Tal der Štiavnica am Rande der Krupinská planina. Das Gemeindegebiet selbst ist hügelig, mit Eichenwäldern auf den steilen Hängen. Das Ortszentrum liegt auf einer Höhe von 197 m n.m. und ist 13 Kilometer von Krupina entfernt (Straßenentfernung).
Nachbargemeinden sind Hontianske Nemce im Norden, Uňatín im Osten, Medovarce im Süden, Hontianske Tesáre im Südwesten und Sebechleby im Westen.

## Geschichte
Im Gemeindegebiet von Domaníky gab es ein Urnenfeld der Lausitzer Kultur aus der Spätbronzezeit.
Der Ort selbst wurde zum ersten Mal 1135 als Dominyk schriftlich erwähnt, weitere historische Bezeichnungen sind unter anderen Also Domanik (1247), Domonig (1258), Damanyk Tout dicta (1285), Domungy (1291), Thoutdamanyk und Domanik (1331), Nemeth Domanik Theuthonicalis (1382) und Damanik (1808). Im 14. Jahrhundert lag das Dorf im Herrschaftsgebiet der Burg Litava, später war es Besitz verschiedener Gutsherren, wie zum Beispiel Foglár im 18. Jahrhundert. 1715 wohnten sieben Haushalte im Ort, 1828 zählte man 33 Häuser und 200 Einwohner, die als Landwirte und Winzer beschäftigt waren.
Bis 1918 gehörte der im Komitat Hont liegende Ort zum Königreich Ungarn und kam danach zur Tschechoslowakei beziehungsweise heute Slowakei.

## Bevölkerung
| Jahr                | 1994 | 2004    | 2014    | 2024    |
| ------------------- | ---- | ------- | ------- | ------- |
| Anzahl der Personen | 210  | 190     | 196     | 213     |
| Unterschied         |      | −9,52 % | +3,15 % | +8,67 % |

| Jahr                | 2023 | 2024    |
| ------------------- | ---- | ------- |
| Anzahl der Personen | 218  | 213     |
| Unterschied         |      | −2,29 % |

Nach der Volkszählung 2011 wohnten in Domaníky 193 Einwohner, davon 171 Slowaken, vier Roma und ein Ukrainer. 17 Einwohner machten keine Angabe zur Ethnie.
173 Einwohner bekannten sich zur römisch-katholischen Kirche, drei Einwohner zur Evangelischen Kirche A. B. und ein Einwohner zur griechisch-katholischen Kirche. Ein Einwohner war konfessionslos und bei 15 Einwohnern wurde die Konfession nicht ermittelt.

## Bauwerke

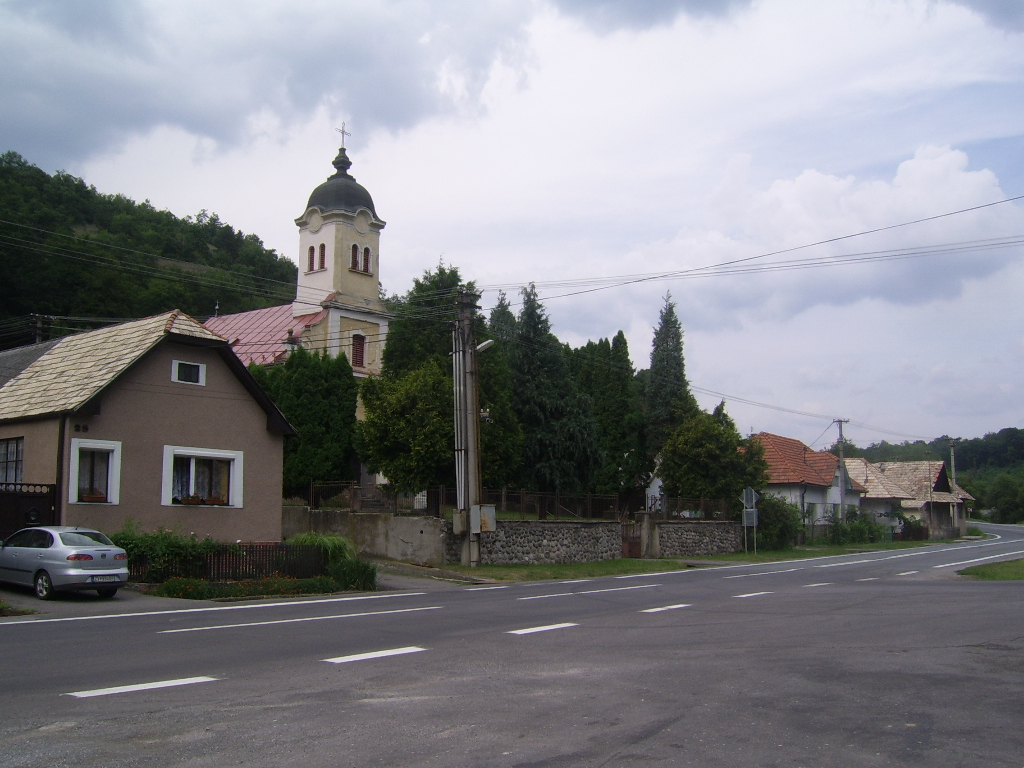
Katholische Kirche St. Margaretha

Römisch-katholische Kirche Margareta von Antiochia im neobarocken Stil aus den Jahren 1928/29, auf älteren Fundamenten gebaut

## Verkehr
Quer durch Domaníky passiert die Straße 1. Ordnung 66 (E 77) zwischen Šahy und Zvolen. Weiter hat der Ort eine Haltestelle an der Bahnstrecke Zvolen–Čata, sie wird allerdings seit 2003 nicht mehr im regelmäßigen Personenverkehr bedient.